# Санта Рита де Касия (футбольный клуб)
Санта Рита де Касия — профессиональный ангольский футбольный клуб из города Уиже в одноименной провинции Анголы.

## История
Футбольный клуб Санта-Рита ди Кассия был основан 29 августа 2015 в городе Уиже, в одноименной провинции. Команда получила свое название в честь итальянской святой, в честь которой было построено святилище в городе Уиже, вокруг которого происходит ежегодное паломничество. В 2016 году команда стала победителем Чемпионата провинции Уиже по футболу. Благодаря этому успеху клуб получил право выступать во втором дивизионе чемпионата Анголы.

## Достижения

### Местные
- Второй дивизион чемпионата Анголы по футболу 
  - Чемпион (1): 2016/17

- Чемпионат провинции Уиже по футболу 
  - Чемпион (1): 2016